# Hexi Shuiku (reservoar i Kina, Guangdong, lat 23,33, long 116,53)
Hexi Shuiku (kinesiska: 河溪水库) är en reservoar i Kina. Den ligger i provinsen Guangdong, i den södra delen av landet, omkring 330 kilometer öster om provinshuvudstaden Guangzhou. Hexi Shuiku ligger 26 meter över havet. Arean är 0,55 kvadratkilometer. Runt Hexi Shuiku är det i huvudsak tätbebyggt. Den sträcker sig 1,0 kilometer i nord-sydlig riktning, och 1,4 kilometer i öst-västlig riktning.
Genomsnittlig årsnederbörd är 1 871 millimeter. Den regnigaste månaden är maj, med i genomsnitt 377 mm nederbörd, och den torraste är oktober, med 18 mm nederbörd.